# Davide Zoboli
Davide Zoboli (Parma, 8 ottobre 1981) è un ex calciatore italiano, di ruolo difensore.

## Caratteristiche tecniche
È un difensore centrale, molto abile sia con la testa che con i piedi.

## Carriera
Cresce nel Parma, viene aggregato nel 2000 alla prima squadra allenata da Malesani senza però esordire. Nella stagione 2000-01, il club emiliano lo gira in prestito al Benevento in C1 dove gioca soltanto una partita.
L'anno successivo si trasferisce al Sora, gioca 15 partite in C1 e realizza negli spareggi playout il gol decisivo per la permanenza della squadra laziale nella categoria. Nei due anni successivi gioca in Serie C2 nel Monza (33 presenze ed un gol la prima stagione, 15 presenze e un gol la seconda). Poi a gennaio del 2004 passa all'Albinoleffe in B dove in 15 partite mette a segno 1 gol.
Ingaggiato dal Brescia, esordisce in Serie A il 26 settembre 2004 nella gara Udinese-Brescia (1-2). In campionato totalizza 27 gettoni di presenza e segna un gol. A fine stagione la squadra lombarda retrocede, ma resta nelle file delle rondinelle anche per i quattro successivi campionati cadetti, in cui la sua squadra perde due volte gli spareggi playoff. L'esperienza bresciana si conclude dopo aver totalizzato in campionato 170 presenze e 12 gol all'attivo. Il 31 agosto 2009 passa, infatti, in prestito con diritto di riscatto al Torino appena retrocesso in Serie B e allenato da Stefano Colantuono.
Terminata la stagione ritorna al Brescia, partendo con la squadra per il ritiro di Storo.

Con il ritorno sulla panchina di Giuseppe Iachini, trova più spazio giocando titolare e il 27 febbraio 2011 segna il suo primo gol in Serie A nella stagione 2010/2011,siglando il momentaneo 2-0.

Il 2 aprile 2011 segna il goal del momentaneo 2-0 casalingo nella sfida salvezza contro il Bologna. Ha pochi spazi nella stagione 2011-2012 e a fine stagione rimane svincolato. Il 6 agosto 2012 firma un biennale con il Modena
Il 26 febbraio 2013 segna il suo primo gol con la maglia dei canarini nel pareggio interno per 2 a 2 contro il Lanciano.

## Statistiche

### Presenze e reti nei club
| Stagione        | Squadra         | Campionato      | Campionato | Campionato | Coppa nazionale | Coppa nazionale | Coppa nazionale | Altre coppe | Altre coppe | Altre coppe | Totale | Totale |
| Stagione        | Squadra         | Comp            | Pres       | Reti       | Comp            | Pres            | Reti            | Comp        | Pres        | Reti        | Pres   | Reti   |
| --------------- | --------------- | --------------- | ---------- | ---------- | --------------- | --------------- | --------------- | ----------- | ----------- | ----------- | ------ | ------ |
| 2000-2001       | Benevento       | C1              | 1          | 0          | -               | -               | -               | -           | -           | -           | 1      | 0      |
| 2001-2002       | Sora            | C1              | 15+2       | 0+1        | -               | -               | -               | -           | -           | -           | 15     | 0      |
| 2002-2003       | Monza           | C2              | 33         | 1          | -               | -               | -               | -           | -           | -           | 33     | 1      |
| 2003-gen. 2004  | Monza           | C2              | 15         | 1          | -               | -               | -               | -           | -           | -           | 15     | 1      |
| Totale Monza    | Totale Monza    | Totale Monza    | 48         | 2          |                 | -               | -               |             | -           | -           | 48     | 2      |
| gen.-giu. 2004  | AlbinoLeffe     | B               | 15         | 1          | -               | -               | -               | -           | -           | -           | 15     | 1      |
| 2004-2005       | Brescia         | A               | 27         | 1          | CI              | 2               | 0               | -           | -           | -           | 29     | 1      |
| 2005-2006       | Brescia         | B               | 32         | 1          | CI              | 5               | 0               | -           | -           | -           | 37     | 1      |
| 2006-2007       | Brescia         | B               | 35         | 1          | CI              | 5               | 0               | -           | -           | -           | 40     | 1      |
| 2007-2008       | Brescia         | B               | 37+2       | 3          | CI              | 1               | 0               | -           | -           | -           | 40     | 3      |
| 2008-2009       | Brescia         | B               | 35+3       | 4+1        | CI              | 0               | 0               | -           | -           | -           | 38     | 5      |
| 2009-2010       | Torino          | B               | 20         | 0          | CI              | 0               | 0               | -           | -           | -           | 20     | 0      |
| 2010-2011       | Brescia         | A               | 18         | 2          | CI              | 1               | 0               | -           | -           | -           | 19     | 2      |
| 2011-2012       | Brescia         | B               | 12         | 0          | CI              | 2               | 0               | -           | -           | -           | 14     | 0      |
| Totale Brescia  | Totale Brescia  | Totale Brescia  | 196+5      | 12+1       |                 | 16              | 0               |             | -           | -           | 217    | 13     |
| 2012-2013       | Modena          | B               | 32         | 1          | CI              | 2               | 0               | -           | -           | -           | 34     | 1      |
| 2013-2014       | Modena          | B               | 27+3       | 3          | CI              | 1               | 0               | -           | -           | -           | 31     | 3      |
| 2014-2015       | Modena          | B               | 23         | 2          | CI              | 2               | 0               | -           | -           | -           | 25     | 2      |
| 2015-2016       | Modena          | B               | 1          | 0          | CI              | 0               | 0               | -           | -           | -           | 1      | 0      |
| Totale Modena   | Totale Modena   | Totale Modena   | 83+3       | 6+0        |                 | 5               | 0               |             | -           | -           | 91     | 6      |
| set. 2016-2017  | Darfo Boario    | D               | 11         | 0          | -               | -               | -               | -           | -           | -           | 11     | 0      |
| Totale carriera | Totale carriera | Totale carriera | 389+10     | 21+2       |                 | 21              | 0               |             |             |             | 420    | 23     |